# لانچیا فلامینی

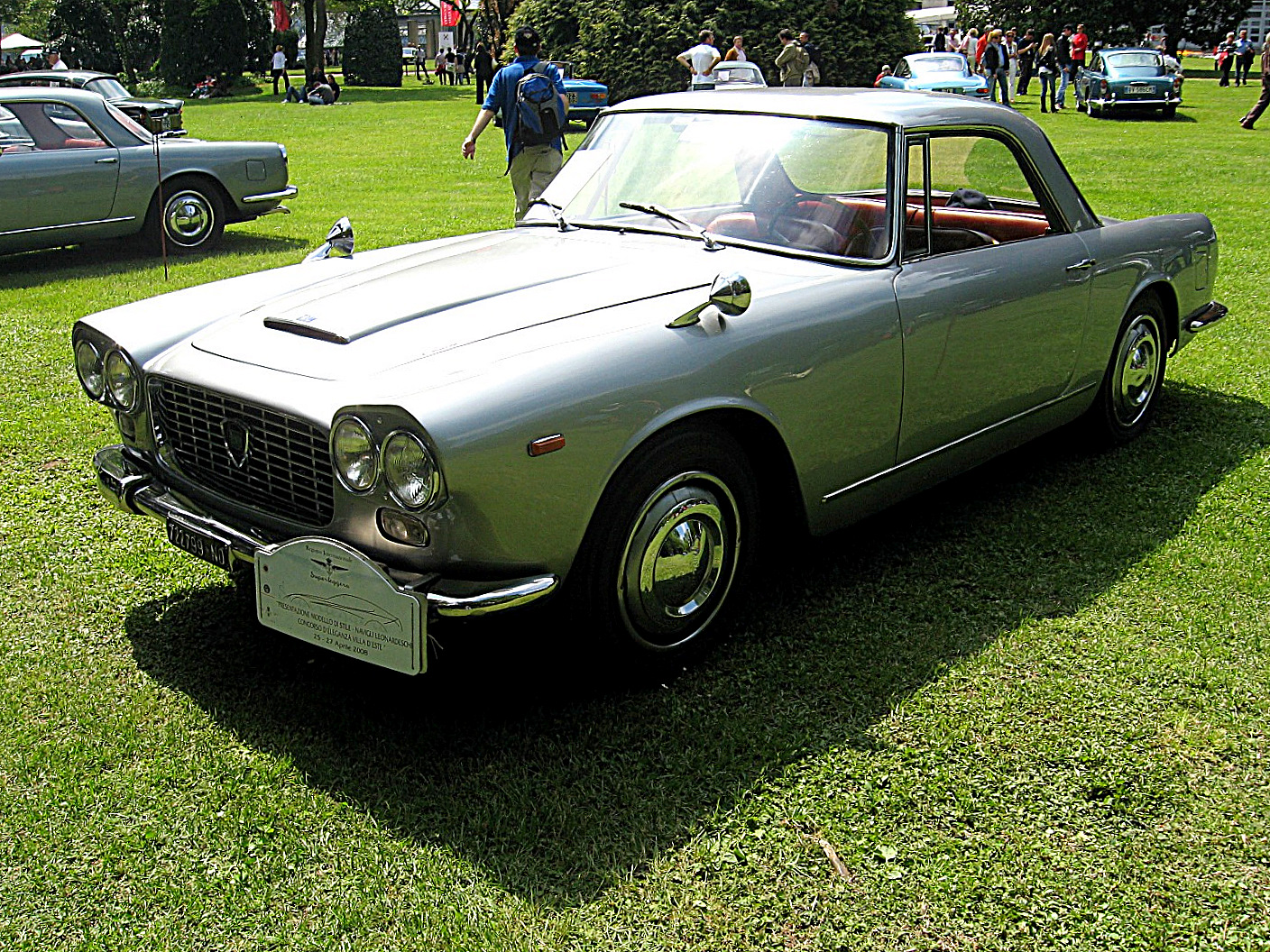

لانچیا فلامینیa (Lancia Flaminia) خودرویی است که در سال‌های ۱۹۵۷–۱۹۷۰ توسط شرکت لانچیا تولید شده‌است.
این خودرو در کلاس خودرو لوکس قرار گرفته و طراحی آن خودروهای موتور جلو-محور عقب بوده طول آن در حالت طبیعی ۴٬۸۷۷ میلیمتر (۱۹۲٫۰ اینچ) و عرض آن در حالت طبیعی ۱٬۷۵۳ میلیمتر (۶۹٫۰ اینچ) است. سیستم جعبه‌دندهٔ آن ۴ دنده به دو صورت خودکار و دستی است.